# Celin Romero
Celin Romero (* 28. November 1936 in Málaga) ist ein spanischer klassischer Gitarrist.

## Leben
Der älteste Sohn von Celedonio Romero hatte seit frühester Kindheit Gitarrenunterricht bei seinem Vater. Siebenjährig debütierte er bei Radio National de España. Von seinem achten bis zum achtzehnten Lebensjahr studierte er am Konservatorium von Málaga Musikgeschichte und -theorie, daneben trat er als Gitarrist auf. Im Hause seines Vaters lernte er Gitarristen wie Daniel Fortea (einen Schüler Francisco Tárregas), Regino Sainz de la Maza und Rogelio Molina, der bei Miguel Llobet studiert hatte, kennen. Im Alter von vierzehn Jahren begann er zu unterrichten, und es war einer seiner Schüler, der die Auswanderung der Familie nach Santa Barbara in den USA finanzierte.
Mit seinem Vater und seinen Brüdern Pepe und Angel Romero bildete er ab 1960 das Gitarrenquartett Los Romeros, mit dem er in zahlreichen Städten der USA, Europas und in Fernost auftrat und für das Komponisten wie Joaquín Rodrigo, Federico Moreno Torroba, Morton Gould und Francisco de Madina Stücke komponierten. Daneben war er Professor an der University of California, San Diego und an der San Diego State University. 2000 wurden er und seine Brüder Pepe und Angel mit dem Orden de Isabel la Católica ausgezeichnet.